# Fidel Uriarte
Pour les articles homonymes, voir Uriarte.
Fidel Uriarte Macho (né le 1er mars 1945 à Sestao, en Biscaye, au Pays basque et mort le 19 décembre 2016 à Castro-Urdiales (Cantabrie)) est un ancien joueur et entraîneur de football espagnol.

## Biographie

### Carrière de club
Uriarte passe la plupart de sa carrière dans le club basque de l'Athletic Bilbao, son équipe formatrice. Il est dans la cantera du club de sa région jusqu'en 1962 où il fait ses débuts en équipe première. Il joue son premier match avec Bilbao le 23 septembre 1962 contre le CD Málaga, un match que Bilbao gagne 2–0. 
Uriarte remporte deux fois la Copa del Rey avec Bilbao, et est notamment sacré Pichichi (trophée récompensant le meilleur buteur du championnat d'Espagne) de la Liga durant la saison 1967–68, après avoir inscrit 22 buts. 
Il joue en tout 297 matchs en championnat avec le club, et inscrit 90 buts. Il est le 10e meilleur buteur de l'histoire de Bilbao avec 121 réalisations toutes compétitions confondues. En 1974, il signe pour le CD Malaga où il passe deux saisons avant de prendre sa retraite.

### Carrière internationale
Uriarte joue en tout neuf matchs entre 1967 et 1972 avec l'équipe d'Espagne. Il inscrit un but, contre l'Italie.

## Palmarès
Athletic Bilbao
- Coupe d'Espagne : 1969, 1973

- Pichichi : 1967–68